# Виханти
Виханти (фин. Vihanti) — община в провинции Северная Остроботния, Финляндия. Общая площадь территории — 489,64 км², из которых 4,93 км² — вода.

## Демография
На 31 января 2011 года в общине Виханти проживают 3083 человека: 1591 мужчина и 1492 женщины.
Финский язык является родным для 99,52 % жителей, шведский — для 0,03 %. Прочие языки являются родными для 0,42 % жителей общины.
Возрастной состав населения:
- до 14 лет — 18 %
- от 15 до 64 лет — 60,33 %
- от 65 лет — 22,02 %

Изменение численности населения по годам:
| Год  | Численность |
| ---- | ----------- |
| 1980 | 3980        |
| 1990 | 3896        |
| 2000 | 3595        |
| 2010 | 3094        |
| 2011 | 3083        |